# Mrkonjić Grad
Mrkonjić Grad (kyrilliska: Мркоњић Град) är en ort i kommunen Mrkonjić Grad i Serbiska republiken i västra Bosnien och Hercegovina. Orten ligger cirka 70 kilometer nordväst om Zenica. Mrkonjić Grad hade 7 371 invånare vid folkräkningen år 2013.
Av invånarna i Mrkonjić Grad är 96,73 % serber, 1,56 % bosniaker och 0,71 % kroater (2013).